# Drone (film, 2024)
Pour les articles homonymes, voir Drone (homonymie).
Pour plus de détails, voir Fiche technique et Distribution.
Drone est un film français réalisé par Simon Bouisson et sorti en 2024. Il s'agit du premier long métrage du réalisateur.
Il est présenté en avant-première au Festival du film francophone d'Angoulême, en août 2024.
Il aborde des thèmes comme le masculinisme, le voyeurisme, le virtuel avec la mise en scène d'un drone.

## Synopsis
Émilie commence à Paris une formation prestigieuse d’architecture. Pour payer ses études, elle travaille comme cam-girl la nuit. Elle n’a confié ce secret à personne mais un soir, un drone vient se poster devant la baie vitrée de son appartement et l'observe.
Les jours suivants dès qu'elle est seule, il apparaît et la suit. Intriguée, Émilie se demande qui se cache derrière cette machine avec qui elle noue une relation étrange. Mais quand Émilie tente d'échapper à son emprise, le piège se referme sur elle.

## Fiche technique
Sauf indication contraire, les informations mentionnées dans cette section peuvent être confirmées par les bases de données cinématographiques IMDb, Allociné et Unifrance,  présentes dans la section « Liens externes ».
- Titre original : Drone
- Réalisation : Simon Bouisson
- Scénario : Simon Bouisson, Fanny Burdino et Samuel Doux, en collaboration de Gilles Marchand
- Musique : Paul Sabin
- Décors : Toma Baquéni
- Costumes : Élisa Ingrassia
- Photographie : Ludovic Zuili
- Son : Benoît Hillebrant, Gautier Isern et Jean-Pierre Laforce
- Montage : Yann Dedet
- Production : Caroline Benjo, Barbara Letellier et Carole Scotta
  - Production associée : Simon Arnal-Szlovak
- Sociétés de production : Haut et Court, en coproduction avec France 2 cinéma et Studiocanal
- Sociétés de distribution : Haut et Court (France) ; Praesens Film (Suisse romande)
- Pays de production :  France
- Langue originale : français
- Format : couleur
- Genre : thriller
- Durée : 110 minutes
- Dates de sortie :
  - France : 28 août 2024 (Festival du film francophone d'Angoulême) ; 2 octobre 2024 (sortie nationale)
  - Suisse romande[4] : 2 octobre 2024

## Distribution
- Marion Barbeau : Émilie
- Eugénie Derouand : Mina
- Cédric Kahn : Richard
- Stefan Crepon : Olivier
- Bilel Chegrani : Coddy
- Alysson Paradis : une collaboratrice de Richard
- Anne Loiret : la responsable des bourses[5]

## Production

### Genèse et développement
Fin juin 2022, Simon Bouisson révèle son écriture, en compagnie des coscénaristes, pour son premier long métrage, avec une intelligence artificielle : « un algorithme génère des récits très étranges ; des textes qu'il a lus, des mouvements de personnages qu'il a vu passer, il les recrache en les mélangeant librement », explique-t-il dans un entretien.
« J'étais en résidence à la Villa Albertine en Californie, en parallèle de l'écriture de Drone. C'est à ce moment-là que j'ai testé les premières solutions d'écriture appliquées proposées par les IA mais sur un scénario qui était déjà très abouti. Je n'ai donc pas écrit avec elle. Je m'en suis servi comme une sorte de test pour voir ce que la machine allait me proposer », explique-t-il dans un autre entretien.
Concernant la grève de la Writers Guild of America a lieu aux États-Unis, début mai 2023, du fait qu'une des raisons, les scénaristes souhaitent également que l'intelligence artificielle telle que ChatGPT ne soit utilisée que comme un outil pouvant aider à la recherche ou faciliter les idées de scénario et non comme un outil pour les remplacer, Simon Bouisson témoigne :

« Je n'ai nullement l'intention de me séparer ou de remplacer mes co-scénaristes. L'idée est de se servir de la machine pour multiplier nos idées et nos possibilités. J'ai une vision vertueuse de l'IA. Elle nous défie fortement mais soulève aussi des problématiques juridiques. J'ai intégré dans la machine 77 scénarios de films dont je souhaitais m'inspirer afin de créer de nouvelles images à partir de ces fragments. Mais le pôle juridique de ChatGPT m'a aussitôt averti qu'il y avait un risque de violation de propriété intellectuelle. »

— Simon Bouisson.

### Attribution des rôles
À propos du personnage du drone, le réalisateur explique :

« Pour ce film, l'objet « drone » s'est imposé à moi comme une évidence. Il incarne quelque chose qui me semble traverser beaucoup de questions qui se posent aujourd'hui. Nous sommes, individuellement et collectivement, dans l'addiction aux technologies. On a parfois l'impression de pouvoir contrôler cette dépendance, mais au moment où on essaie de s'en défaire, on se rend compte que c'est trop tard. C'est elle qui nous possède. Au début, la technologie vient nous aider nous, nous protéger, faciliter nos vies. Et on doit bien se rendre compte que d'une certaine façon, elle nous désincarne. Elle nous oppresse et elle tue toute forme d'intimité et de bulle intime. »

— Simon Bouisson

### Tournage
Le tournage a lieu à Paris, en région parisienne et dans l'Oise. La scène initiale montrant l'architecte Richard avec les participants à son séminaire est tournée au Hangar Y.

### Musique
La musique du film est composée par Paul Sabin qui a déjà travaillé pour Simon Bouisson, notamment les séries Stalk (2021) et 3615 Monique (2022).

## Accueil

### Festival et sortie
En juillet 2024, Drone est sélectionné dans la section « Les Avant-premières » du Festival du film francophone d'Angoulême, où il est projeté le 28 août prochain au CGR Cinémas. La distribution Haut et Court annonce la date de sortie, le 2 octobre.